# Nicippe tumida
Nicippe tumida är en kräftdjursart som beskrevs av Bruzellius 1859. Nicippe tumida ingår i släktet Nicippe och familjen Pardaliscidae. Arten är reproducerande i Sverige. Inga underarter finns listade i Catalogue of Life.